# Francesca Fogar
Francesca Fogar, all'anagrafe Francesca Margherita Fogar (Tradate, 17 novembre 1975), è una scrittrice, giornalista, conduttrice televisiva, autrice televisiva e di reality italiana.

## Biografia
Giornalista professionista, inizia la sua attività lavorativa a Mediaset all'età di 21 anni, quando ricopre inizialmente ruoli da ricercatrice di immagini per poi passare a ricoprire il ruolo di autrice di programmi, documentari e reality show. Tra il 1997 e il 2005 ha ricoperto il ruolo di autrice, giornalista e inviata nel programma televisivo Le Iene, su Italia 1. Sempre sulla stessa emittente Mediaset ha la sua prima esperienza come autrice di programmi televisivi con Fuego! Fuego di notte: rotocalco televisivo andato in onda dal 1997 al 2000.
Collabora alla realizzazione di due reality/documentari per Italia 1: nel 2001 il Diario e tra il 2001 e il 2002 Tutto in un giorno; quest'ultimo viene premiato nel 2001 come "Programma dell'anno" all'Anart (Associazione Nazionale Autori Radiotelevisivi e Teatrali) e ai Venice International Television Festival. Tra il 2004 e il 2006 è ideatrice e una degli autori di Campioni, il sogno, trasmesso su Italia 1. Tra il 2005 e il 2006 è autrice di Chicas, programma andato in onda su Fox Life. Nel 2005 Rete 4, nel giorno della morte di Ambrogio Fogar, trasmette il documentario Ambrogio Fogar, l'ultimo eroe a cui prendono parte anche le figlie. Nel 2006 scrive insieme alla giornalista Marta Chiavari un libro-intervista, intitolato Ti aspetto in piedi; il libro, edito dalla Aliberti Editore, è stato pubblicato il 7 giugno 2006. Dal 2006 inizia a scrivere per il Corriere della Sera ed è autrice di Matrix dal 2006 al 2020, anno in cui il programma è terminato . Nel 2007 collabora a I giorni dell'odio per quanto riguarda il lato della ricerca giornalistica; la docufiction è ispirata alla strage di Erba dell'11 dicembre 2006.
Dal 2007 al 2010 ha condotto, su Iris, il programma televisivo, da lei stessa ideato, Jonathan, sulle tracce dell'avventura: si tratta di una rivisitazione del programma del padre, Ambrogio Fogar, Jonathan - Dimensione avventura. Nel 2008 è autrice del reality/documentario Cash, viaggio di una banconota, trasmesso da All Music e successivamente acquistato dalla Distraction, casa di distribuzione canadese, e mandato in onda all'estero con il titolo Passing the Buck. Nello stesso anno è produttrice del documentario Islanda Solo, che tratta l'impresa di Michele Pontrandolfo nell'attraversare il Vatnajökull. Inoltre, continua a svolgere le attività giornalistiche, autorali e d'inviata per le trasmissioni sotto testata Videonews Mediaset. Dal 2008 lavora a Pomeriggio Cinque su Canale 5 e a partire dal 2010 collabora anche con Quarto grado su Rete 4.
In questi anni ha inoltre attraversato l'Atlantico del nord sulla barca di Giovanni Soldini.
Nel 2011 debutta a teatro con la realizzazione di una serie di spettacoli e concerti teatrali, di cui è anche autrice e cantante, in memoria del padre: l'opera è intitolata Ambrogio Fogar, mio padre. Nel 2011 partecipa come concorrente all'ottava edizione dell'isola dei famosi, reality show di Rai 2 gareggiando nella squadra dei "Parenti di", in qualità di figlia di Ambrogio Fogar; si classifica semifinalista. Dopo l'esperienza del reality show torna a collaborare, sia come autrice sia come lavoro giornalistico, per Mediaset. Nel 2011 ha collaborato a Tabloid su Italia 1. Dal 2012 al 2018, anno in cui il programma è terminato, ha lavorato a Quinta colonna, talk show di Rete 4. Dal 2012 al 2021, anno di chiusura, ha lavorato a Domenica Live su Canale 5. Dal 2012 lavora a Confessione reporter, programma televisivo d'inchiesta giornalistica di Italia 1, passato nel 2014 a Rete 4.
Dal 2021 lavora a Pomeriggio Cinque News su Canale 5.

## Vita privata
È figlia di Ambrogio Fogar, morto il 23 agosto 2005, e di Maria Teresa Panizzoli, morta nel 2016.
Ha una sorella più piccola, Rachele, modella e personaggio televisivo, nata nel 1991. Rachele è la figlia di Ambrogio Fogar e dell'ungherese Katalin Szijártó.
Si è sposata nel 2012 con Giorgio John Squarcia, da cui si è separata nel 2015. Ha tre figli: i due gemelli Diana Lola e Lupo Sebastiano nati nel 2013 e Achille Ambrogio (che porta per secondo nome il nome del nonno materno Ambrogio Fogar) nato nel 2016.

## Programmi televisivi

### Conduttrice
- Jonathan, sulle tracce dell'avventura (Iris, 2007-2010)

### Autrice
- Fuego! Fuego di notte (Italia 1, 1997-2000)
- Le Iene (Italia 1, 1997-2005)
- Il Diario (Italia 1, 2001)
- Tutto in un giorno (Italia 1, 2001-2002)
- Chicas (Fox Life, 2005-2006)
- Matrix (Canale 5, 2006-2020)
- Jonathan, sulle tracce dell'avventura (Iris, 2007-2010)
- Cash, viaggio di una banconota (All Music, 2008) - in onda anche all'estero con il titolo Passing the Buck

### Collaboratrice, giornalista e inviata
- Le Iene (Italia 1, 1997-2005)
- Matrix (Canale 5, 2006-2020)
- Pomeriggio Cinque (Canale 5, dal 2008)
- Quarto grado (Rete 4, dal 2010)
- Tabloid (Italia 1, 2011)
- Quinta colonna (Rete 4, 2012-2018)
- Confessione reporter (Italia 1, Rete 4, dal 2012)
- Domenica Live (Canale 5, 2012-2021)
- Pomeriggio Cinque News (Canale 5, dal 2021)

### Filmografia
- Il Diario (Italia 1, 2001) - coautrice
- Tutto in un giorno (Italia 1, 2001-2002) - coautrice
- I giorni dell'odio (Canale 5, 2007) - ricerca giornalistica

### Documentari
- Ambrogio Fogar, l'ultimo eroe (Rete 4, 2005)

### Produttrice
- Islanda Solo (2008) - documentario

### Reality show
- Campioni, il sogno (Italia 1, 2004-2006) - autrice
- Cash, viaggio di una banconota (in onda anche all'estero con il titolo Passing the Buck) (All Music, 2008) - autrice
- L'isola dei famosi (ottava edizione) (Rai 2, 2011) - semifinalista

## Scrittrice

### Giornali
- 2006/in corso - Corriere della Sera

### Libri
- 2006 - Ti aspetto in piedi

#### Dettagli
Francesca Fogar, Ti aspetto in piedi, a cura di Marta Chiavari, Reggio nell'Emilia, Aliberti Editore, 7 giugno 2006, ISBN 88-7424-157-7.

## Teatro
- 2011 - Ambrogio Fogar, mio padre: autrice, protagonista e cantante

### Ambrogio Fogar, mio padre
Ambrogio Fogar, mio padre è uno spettacolo/concerto teatrale; la scenografia viene curata da Andrea Zaniboni. Lo spettacolo è stato ideato da Francesca Fogar per ricordare il padre Ambrogio e rientra nel progetto Esci dalla tua terra: note di viaggio.
Lo spettacolo viene realizzato attraverso la narrazione di Francesca delle esperienze, dei viaggi, delle testimonianze e dei pensieri del padre; la parte narrativa viene intervallata da una parte concertistica rappresentata in opera lirica dal soprano Barbara Costa e dal mezzosoprano Rachel O'Brien. Sia la parte narrativa di Francesca sia la parte lirica vengono accompagnate dalle musiche del quartetto d'archi La Stravaganza e dalla pianista Claudia Mariano. Dello spettacolo fanno parte anche alcune videoproiezioni delle avventure di Ambrogio Fogar.
La cantante dello spettacolo è Francesca: durante l'opera esegue vari brani tra cui Vorrei di Francesco Guccini.

#### Cast
- Francesca Fogar: ideatrice e voce narrante
- Andrea Zaniboni: sceneggiatore
- Barbara Costa: soprano
- Rachel O'Brien: mezzosoprano
- Claudia Mariano: pianista
- La Stravaganza: quartetto d'archi
  - Tatiana Reout: primo violino
  - Mariella Sanvito: secondo violino
  - Giovanni Mirolli: viola
  - Francesca Ruffili: violoncello

## Premi
- 2002 - Premio Anart (Associazione Nazionale Autori Radiotelevisivi e Teatrali) per Tutto in un giorno, premiato miglior programma dell'anno[33][34]
- 2002 - Venice International Television Festival premiato Tutto in un giorno[33][34]